# Buell
Buell Motorcycle Company (también solamente conocida como Buell) fue una marca constructora de motocicletas filial de la ya reconocida marca de motocicletas estadounidense: Harley Davidson, que son en realidad dos marcas: la "Buell Motorcycle Company" y la "Erik Buell Racing". La primera fue fundada en la década de los ochenta por el exingeniero de Harley Davidson y corredor de motos, Erik Buell.
La pequeña compañía estadounidense comenzó diseñando y construyendo motocicletas de carreras con motores Harley Davidson.

## Buell Motorcycle Company
La primera motocicleta de carreras que construyó Erik Buell la llamó RR1000. Esta tenía un novedoso sistema de chasis y aprovechaba todo el conocimiento adquirido en las carreras por parte del piloto y dueño de la compañía.
En 1993, Harley Davidson compró el 49 por ciento de la empresa, que no pasaba por un buen momento económico. Esta aportación de dinero fresco propició que durante la década de los noventa, Buell creara maravillosas motocicletas con un fuerte ingrediente "americano": motores en "V" derivados de la sporster de la marca Harley Davidson.
La gran novedad de las motos fabricadas por Buell fue la introducción del centrado de masas, que permite tener un bajo centro de gravedad y un comportamiento ágil, rápido y preciso, para ello ideó un chasis doble viga que además hace las veces de depósito de gasolina, el basculante de cárter, discos de frenos perimetrales o el escape corto y escamoteado bajo el motor para centrar las masas.
Además las motocicletas Buell se caracterizan por tener una distancia entre ejes muy corta y un ángulo de inclinación radicalmente bajo 21º, haciendo que estas motos entren en curva con asombrosa facilidad.
El 16 de octubre de 2009, Erik Buell, en un vídeo de Youtube , anunció el cierre de la Buell Motorcycle Company por el accionista mayoritario Harley-Davidson.

## Erik Buell Racing
Casi inmediatamente en noviembre de 2009, Erick Buell fundó la Erik Buell Racing (EBR) con la cual produjo motocicletas de calle y carreras. Estaba basada en East Troy, Wisconsin, EEUU. Los primeros esfuerzos de competición de Erik Buell estuvieron encaminados a la creación de una línea completa de motocicletas y piezas de carreras  basadas en el modelo de producción Buell 1125R, bajo licencia de  Harley-Davidson, para apoyar a los corredores privados privateer racers.
El 1 de julio de 2013, Hero MotoCorp , un gigante indio de la motocicleta, adquirió el 49.2% de las acciones de la compañía por $ 25 millones. 2 Las dos compañías anunciaron que EBR distribuirá motocicletas y scooters héroe en América del Norte a partir del verano de 2014. 3
El 15 de abril de 2015, Erik Buell Racing se declaró en quiebra y cesó todas las operaciones, incluido el cierre de su sitio web. 4

## Modelos como Buell Motorcycle Company
- Buell Blast

## Modelos como Buell Racing Company
- Sportbike
  - 1125R
- Firebolt
  - XB12R
- Lightning
  - XB9SL
  - XB9SX
  - XB12S
  - XB12Ss
  - XB12STT
  - XB12SScg
- Ulysses
  - XB12X
  - XB12XT